# Ideastesia
La ideastesia se define como un fenómeno en el que las activaciones de los conceptos (inductores) evocan experiencias similares a la percepción (concurrentes). El nombre proviene del griego ἰδέα (idéa) y αἴσθησις (aísthēsis), que significa 'conceptos de percepción' o 'ideas de detección'. La razón principal para introducir la noción de ideastesia fueron los problemas con la sinestesia. Mientras que "sinestesia" significa "unión de sentidos", la evidencia empírica indicó que se trataba de una explicación incorrecta de un conjunto de fenómenos tradicionalmente cubiertos por este encabezado. La sinestesia que denota también "co-percepción", implica la asociación de dos elementos sensoriales con poca conexión con el nivel cognitivo. Sin embargo, según otros, la mayoría de los fenómenos que se han vinculado inadvertidamente a la sinestesia, de hecho, son inducidos por las representaciones semánticas. Es decir, el significado del estímulo es lo que es importante más que sus propiedades sensoriales, como lo implicaría el término sinestesia. En otras palabras, mientras que la sinestesia supone que tanto el desencadenante (inductor) como la experiencia resultante (concurrente) son de naturaleza sensorial, la ideastesia supone que solo la experiencia resultante es de naturaleza sensorial mientras que el desencadenante es semántico. Mientras tanto, el concepto de ideastesia se ha convertido en una teoría de cómo percibimos y la investigación se ha extendido a otros temas distintos de la sinestesia, ya que el concepto de ideastesia resulta aplicable a nuestra percepción cotidiana. La ideastesia incluso se ha aplicado a la teoría del arte. La investigación sobre la ideastesia tiene implicaciones importantes para resolver el misterio de la experiencia consciente humana, que según la ideastesia se basa en cómo activamos los conceptos.

## Ejemplos y evidencias

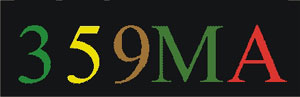
Ejemplo de asociaciones entre los grafemas y los colores que se describen con más precisión como ideastesia que como sinestesia

Un ejemplo común de sinestesia es la asociación entre grafemas y colores, generalmente conocida como sinestesia grafema-color. Aquí, las letras del alfabeto se asocian con vívidas experiencias de color. Los estudios han indicado que el color percibido depende del contexto y está determinado por el significado extraído de un estímulo. Por ejemplo, un estímulo ambiguo '5' que puede interpretarse como 'S' o '5' tendrá el color asociado con 'S' o con '5', según el contexto en el que se presente. Si se presenta entre números, se interpretará como '5' y asociará el color respectivo. Si se presenta entre letras, se interpretará como 'S' y asociará el color sinestésico respectivo.
La evidencia de la sinestesia de grafema-color también se deriva del hallazgo de que los colores se pueden asociar de manera flexible a los grafemas, a medida que se asignan nuevos significados a esos grafemas. En un estudio, a los sinestésicos se les presentaron letras glagolíticas que nunca habían visto antes, y el significado se adquirió a través de un breve ejercicio de escritura. Los grafemas glagolíticos heredaron los colores de los grafemas latinos correspondientes tan pronto como los grafemas glagolíticos adquirieron el nuevo significado.
En otro estudio, se pidió a los sinestésicos que formaran asociaciones sinestéticas novedosas con grafemas nunca antes vistos. Los sinestésicos crearon esas asociaciones en minutos o segundos, lo cual fue un tiempo demasiado corto para explicar la creación de nuevas conexiones físicas entre la representación del color y las áreas de representación del grafema en el cerebro, apuntando nuevamente hacia la ideastesia.
Para la sinestesia léxico-gustativa, la evidencia también apunta hacia la ideastesia: en la sinestesia léxico-gustativa, la verbalización del estímulo no es necesaria para la experiencia de los concurrentes. En cambio, es suficiente para activar el concepto.
Otro caso de sinestesia es la sinestesia del estilo de natación, en la que cada estilo de natación se asocia con una experiencia vívida de un color. Estos sinestésicos no necesitan realizar los movimientos reales de un estilo de natación correspondiente. Para activar las experiencias concurrentes, es suficiente activar el concepto del estilo de natación (por ejemplo, presentando una fotografía de un nadador o simplemente hablando de natación).
Se ha argumentado que la sinestesia de grafema-color para consonantes geminadas también proporciona evidencia de ideastesia.
Sinestesia de disparo: hay experiencias sinestéticas que pueden ocurrir solo una vez en la vida y se denominan sinestesia de disparo. La investigación de tales casos ha indicado que tales experiencias únicas suelen ocurrir cuando un sinestésico participa en una actividad mental y emocional intensa, como hacer planes importantes para el futuro o reflexionar sobre su vida. Se ha concluido así que esta es también una forma de ideastesia.

## En percepción normal

¿Qué se debe llamar Bouba y qué Kiki? Las respuestas son muy consistentes entre las personas. Este es un ejemplo de ideastesia en que la conceptualización del estímulo juega un papel importante.

Recientemente, se ha sugerido que el fenómeno Bouba / Kiki es un caso de ideastesia. La mayoría de las personas estarán de acuerdo en que el objeto con forma de estrella de la izquierda se llama Kiki y el redondeado de la derecha Bouba. Se ha asumido que estas asociaciones provienen de conexiones directas entre cortezas visuales y auditivas. Por ejemplo, según esa hipótesis, las representaciones de inflexiones agudas en el objeto con forma de estrella estarían conectadas físicamente a las representaciones de inflexión aguda en el sonido de Kiki. Sin embargo, Gómez et al. han demostrado que las asociaciones Kiki / Bouba son mucho más ricas en términos de cualquiera de las palabras y ambas imágenes se asocian semánticamente a una serie de conceptos como el color blanco o negro, femenino frente a masculino, frío frente a caliente y otras. Estas asociaciones de formas de sonido parecen estar relacionadas a través de una gran superposición entre las redes semánticas de Kiki y la forma de estrella en una mano, y Bouba y la forma redonda en la otra. Por ejemplo, tanto Kiki como la forma de estrella son inteligentes, pequeños, delgados y nerviosos. Esto indica que detrás del efecto Kiki-Bouba se encuentra una rica red semántica. En otras palabras, nuestra experiencia sensorial está determinada en gran medida por el significado que asignamos a los estímulos. La descripción de los alimentos y la degustación de vinos es otro dominio en el que la asociación estética de ideas entre el sabor y otras modalidades, como la forma, puede jugar un papel importante. Estas relaciones semánticas juegan un papel en el éxito del marketing; el nombre de un producto debe coincidir con sus otras características.

## Implicaciones para la teoría del arte
El concepto de ideastesia se ha discutido a menudo en relación con el arte, y también se utiliza para formular una teoría psicológica del arte. De acuerdo con la teoría, consideramos que algo es una obra de arte cuando las experiencias inducidas por la pieza se equilibran con precisión con la semántica inducida por la misma pieza. Por lo tanto, una obra de arte nos hace pensar y experimentar con fuerza. Además, las dos deben estar perfectamente equilibradas de modo que el estímulo o evento más destacado sea el que evoque las experiencias más fuertes (miedo, alegría, ...) y la cognición más fuerte (memoria, memoria, ...); en otras palabras, que la idea esté bien equilibrada con la estética. 
La teoría del arte ideastesica puede utilizarse para estudios psicológicos de estética. También puede ayudar a explicar las disputas clasificatorias sobre el arte, ya que su principio principal es que la experiencia del arte solo puede ser individual, dependiendo del conocimiento, las experiencias y la historia únicos de la persona. No podría existir una clasificación general de arte satisfactoriamente aplicable a todos y cada uno de los individuos.

## Neurofisiología de la ideastesia.
La ideastesia es congruente con la teoría del funcionamiento cerebral conocida como practopoiesis. De acuerdo con esa teoría, los conceptos no son una propiedad emergente de las redes neuronales especializadas altamente desarrolladas en el cerebro, como se suele suponer; más bien, se propone que los conceptos sean fundamentales para los principios muy adaptativos mediante los cuales operan los sistemas vivos y el cerebro.